# Spirorbis rothlisbergi
Spirorbis rothlisbergi är en ringmaskart som beskrevs av Knight-Jones 1978. Spirorbis rothlisbergi ingår i släktet Spirorbis och familjen Serpulidae. Inga underarter finns listade i Catalogue of Life.